# Sphenometopa
Sphenometopa is een vliegengeslacht uit de familie van de dambordvliegen (Sarcophagidae).

## Soorten
- S. claripennis (Villeneuve, 1933)
- S. czernyi (Strobl, 1909)
- S. eluta (Pandellé, 1895)
- S. fastuosa (Meigen, 1824)
- S. lindneri Verves, 1979
- S. mannii (Brauer and Bergenstamm, 1891)
- S. nebulosa (Coquillett, 1902)
- S. planitarsis Reinhard, 1945
- S. steinii (Schiner, 1862)
- S. stelviana (Brauer and Bergenstamm, 1891)
- S. tergata (Coquillett, 1895)
- S. variegata (Stein, 1924)
- S. violae Reinhard, 1945